# Johannes Barra
Johannes Barra (of Bara, ook wel Johan of Jan, Den Bosch of Middelburg, 1581 - Londen, 1634) was een Nederlands kunstschilder, graveur en glasschilder uit de Gouden Eeuw. Barra was een landschapschilder, historieschilder en schilderde ook religieuze aspecten. 
Barra reisde in 1599 af naar Augsburg en Neurenberg. In 1604 ging hij terug naar Middelburg en in 1611 was hij in Amsterdam. Hij vertrok van 1624 tot 1627 naar Londen. In 1631 zou hij nog in Amsterdam hebben gewerkt maar in 1634 is hij overleden te Londen.

## Werken
Verschillende werken van Barra zijn:
- Suzanna in het bad, naar Goltzius (1598)
- Christus zegent de kinderen (1598)
- Portret van graaf Joachim von Ortenburg (1599)
- Portret van Isaac Pecreau (1617)
- Phaeton smeekende om den zonnewagen te mogen voeren
- De beeltenis van Christiaan II van Saksen
- De twaalf Apostelen, op twaalf bladen.
- Landschap met Tobias en aartsengel Rafaël die vis schoonmaken
- Zaaier en knechten slapen terwijl Satan onkruid zaait
- Winterlandschap met winterse activiteiten
- Batseba baadt zich met dienstmaagd

- Biografisch Portaal: 71884209
- Gemeinsame Normdatei: 1031429069
- International Standard Name Identifier: 0000 0000 6152 102X
- Library of Congress Control Number: nr92010676
- Nationale Bibliotheek van Israël: 987010649940105171
- RKD-Nederlands Instituut voor Kunstgeschiedenis: 4596
- Union List of Artist Names: 500013296
- Virtual International Authority File: 31858291
- WorldCat: E39PCjwJjyCT34vC3HDKHd3wyd